# Baldur Preiml
Baldur Preiml (ur. 8 lipca 1939 w Bruggen, zm. 27 stycznia 2025 w Spittal an der Drau) – austriacki skoczek narciarski, reprezentant kraju, olimpijczyk, brązowy medalista igrzysk olimpijskich (1968), mistrz Uniwersjady (1964), trener, polityk, działacz sportowy.

## Kariera
Baldur Preiml startował na dwóch igrzyskach olimpijskich: Innsbruck 1964 (13. miejsce na normalnej skoczni, 18. miejsce na dużej skoczni)  oraz Grenoble 1968 (brązowy medal na normalnej skoczni oraz 48. miejsce na dużej skoczni). Zajął także 3. miejsce w Turnieju Czterech Skoczni 1963/1964 (29. miejsce w Oberstdorfie, nie startował w Garmisch-Partenkirchen, 6. miejsce w Innsbrucku i 1. miejsce w Bischofshofen) oraz zdobył mistrzostwo Uniwersjady 1964 w czechosłowackim Szpindlerowym Młynie.

## Igrzyska olimpijskie

### Indywidualnie
| 1964 Innsbruck        | – | 13. miejsce (K-72,5), 18. miejsce (K-81) |
| 1968 Grenoble/Autrans | – | brązowy medal (K-70), 48. miejsce (K-90) |

### Starty B. Preimla na igrzyskach olimpijskich – szczegółowo
| Miejsce | Dzień       | Rok  | Miejscowość | Skocznia  | Punkt K | HS | Konkurs  | Skok 1 | Skok 2 | Skok 3 | Nota      | Strata   | Zwycięzca          |
| ------- | ----------- | ---- | ----------- | --------- | ------- | -- | -------- | ------ | ------ | ------ | --------- | -------- | ------------------ |
| 39.     | 31 stycznia | 1964 | Innsbruck   | Bergisel  | K-72,5  | –  | indywid. | 75,0 m | 76,0 m | 73,5 m | 204,6 pkt | 25,3 pkt | Veikko Kankkonen   |
| 42.     | 9 lutego    | 1964 | Innsbruck   | Bergisel  | K-104   | –  | indywid. | 84,5 m | 87,0 m | 78,0 m | 203,2 pkt | 27,5 pkt | Toralf Engan       |
| 3.      | 11 lutego   | 1968 | Autrans     | Le Claret | K-70    | –  | indywid. | 80,0 m | 72,5 m | –      | 212,6 pkt | 3,9 pkt  | Jiří Raška         |
| 48.     | 18 lutego   | 1968 | Autrans     | Le Claret | K-90    | –  | indywid. | 80,5 m | 87,0 m | –      | 152,3 pkt | 79,0 pkt | Władimir Biełousow |

## Turniej Czterech Skoczni

### Miejsca w klasyfikacji generalnej
| Sezon     | Miejsce |
| --------- | ------- |
| 1959/1960 | 25.     |
| 1960/1961 | 53.     |
| 1961/1962 | 52.     |
| 1962/1963 | 12.     |
| 1963/1964 | 3.      |
| 1966/1967 | 25.     |

## Po zakończeniu kariery
Baldur Preiml po zakończeniu kariery sportowej, w latach 1970–1976 uczył w Skigymnasium w Stams, a w latach 1974–1980 był trenerem reprezentacji Austrii, natomiast w latach 1987–1991 był kierownikiem działu sportu w Ministerstwie Edukacji, Nauki i Kultury.
Sukcesy podopiecznych Preimla w Austrii w latach 1974–1980 (chronologicznie)
| Medal | Zawodnik         | Zawody                      | Rok  |
| ----- | ---------------- | --------------------------- | ---- |
|       | Willi Pürstl     | Turniej Czterech Skoczni    | 1975 |
|       | Edi Federer      | Turniej Czterech Skoczni    | 1975 |
|       | Karl Schnabl     | Turniej Czterech Skoczni    | 1975 |
|       | Karl Schnabl     | Mistrzostwa świata w lotach | 1975 |
|       | Karl Schnabl     | Turniej Czterech Skoczni    | 1976 |
|       | Reinhold Bachler | Turniej Czterech Skoczni    | 1976 |
|       | Karl Schnabl     | Igrzyska olimpijskie        | 1976 |
|       | Karl Schnabl     | Igrzyska olimpijskie        | 1976 |
|       | Toni Innauer     | Igrzyska olimpijskie        | 1976 |
|       | Toni Innauer     | Mistrzostwa świata w lotach | 1977 |
|       | Alois Lipburger  | Mistrzostwa świata          | 1978 |
|       | Armin Kogler     | Mistrzostwa świata w lotach | 1979 |
|       | Hubert Neuper    | Turniej Czterech Skoczni    | 1980 |
|       | Toni Innauer     | Igrzyska olimpijskie        | 1980 |
|       | Hubert Neuper    | Igrzyska olimpijskie        | 1980 |
|       | Hubert Neuper    | Puchar Świata               | 1980 |
|       | Armin Kogler     | Puchar Świata               | 1980 |
|       | Austria          | Puchar Narodów              | 1980 |